# Estação Alfonso Reyes
A Estação Alfonso Reyes é uma das estações do Metrorrey, situada em Monterrei, entre a Estação Penitenciaría e a Estação Mitras. Administrada pela STC Metrorrey, faz parte da Linha 1.
Foi inaugurada em 25 de abril de 1991. Localiza-se no cruzamento da Avenida Rodrigo Gómez com a Avenida Alfonso Reyes. Atende os bairros Nueva Morelos e Central.